# Novo Alegre
Novo Alegre là một đô thị thuộc bang Tocantins, Brasil. Đô thị này có diện tích 200,105 km², dân số năm 2007 là 2087 người, mật độ 10,43 người/km².